# Château de Combettes (Ribennes)
Pour les articles homonymes, voir Château de Combettes et Combette.
Le château de Combettes est un château situé à Ribennes, en France.

## Localisation
Le château est situé sur la commune de Ribennes, dans le département français de la Lozère.

## Historique
L'édifice est inscrit au titre des monuments historiques en 1998.
Le château et ses abords sont classés site naturel depuis 1990.